# Marie-Éléonore de Lévis-Châteaumorand
Pour les autres membres de la famille, voir Maison de Lévis.
Marie-Éléonore-Eugénie de Lévis-Châteaumorand est une aristocrate française née à Paris le 12 février 1739 et est décédée en 1793. Elle est l'épouse du duc Charles François Casimir de Saulx, et surtout la mère du ministre et conseiller de Louis XVIII Charles-Casimir de Saulx.

## Biographie
Marie-Éléonore de Lévis-Châteaumorand  est l'une des quatre filles de Charles François de Lévis, marquis de Châteaumorand, lieutenant-général des armées du Roi (1698-1751), et de son épouse, Philiberte Languet de Robelin de Rochefort.
Elle épouse le 15 avril 1759 Charles François Casimir de Saulx, duc de Tavannes, dont elle se sépare en 1772. 
À la suite de la démission de Anne-Marguerite-Gabrielle de Beauveau-Craon, duchesse de Mirepoix en 1759,  Marie-Éléonore devient dame du palais de la reine Marie Leszczynska et reste en charge jusqu'à la mort de la reine. Elle est ensuite nommée dame pour accompagner la dauphine en 1770, puis dame du palais de la dauphine, devenue la reine Marie-Antoinette, de 1774 à 1785. 
Elle démissionne alors au profit de sa fille Gabrielle-Charlotte-Éléonore, vicomtesse de Castellane. 
Veuve en 1792, elle meurt en 1793.

### Mariage et descendance
Marie-Éléonore de Lévis-Châteaumorand épouse à Versailles le 15 avril 1759 Charles François Casimir de Saulx (1739-1792), fils de Charles-Michel-Gaspard de Saulx (1713-1784), comte de Tavannes, chef de la Maison de Saulx-Tavannes; et de Marie-Françoise de Froulay de Tessé (1714-1759), petite-fille du maréchal de Tessé. Dont 4 enfants :
- Gabrielle Charlotte Eléonore de Saulx Tavannes (1764-1826), mariée en 1784 avec le vicomte Esprit de Castellane (1763-1838), sans descendance ;
- Gaspard Vincent Joseph de Saulx Tavannes (1766-1768) ;
- Catherine Charlotte Eugénie de Saulx Tavannes (1767-1835), mariée en 1787 avec Jacques Le Sénéchal de Kercado, dont postérité ;
- Charles Casimir de Saulx Tavannes, pair de France (1769-1820), marié en 1786 avec Aglaé de Choiseul Gouffier  (1772-1861), dont postérité.

### Sources
- Aubert de La Chesnaye Des Bois (François-Alexandre), Dictionnaire de la noblesse, Lamy-Badiez, 1783, t. XIII, p. 535.
- Bergeron (Louis ), Chaussinand-Nogaret (Guy), Grands notables du Premier Empire : notices de biographie sociale. Côte-d'Or, CNRS Éditions, 1992, p. 150.

### Référence
1. ↑  Georges Martin, Histoire et généalogie de la Maison de Lévis, Lyon, l'auteur, 2007, 271 p. (ISBN 2-901990-06-1), p. 214-215